# L'Egitto che illumina l'Asia

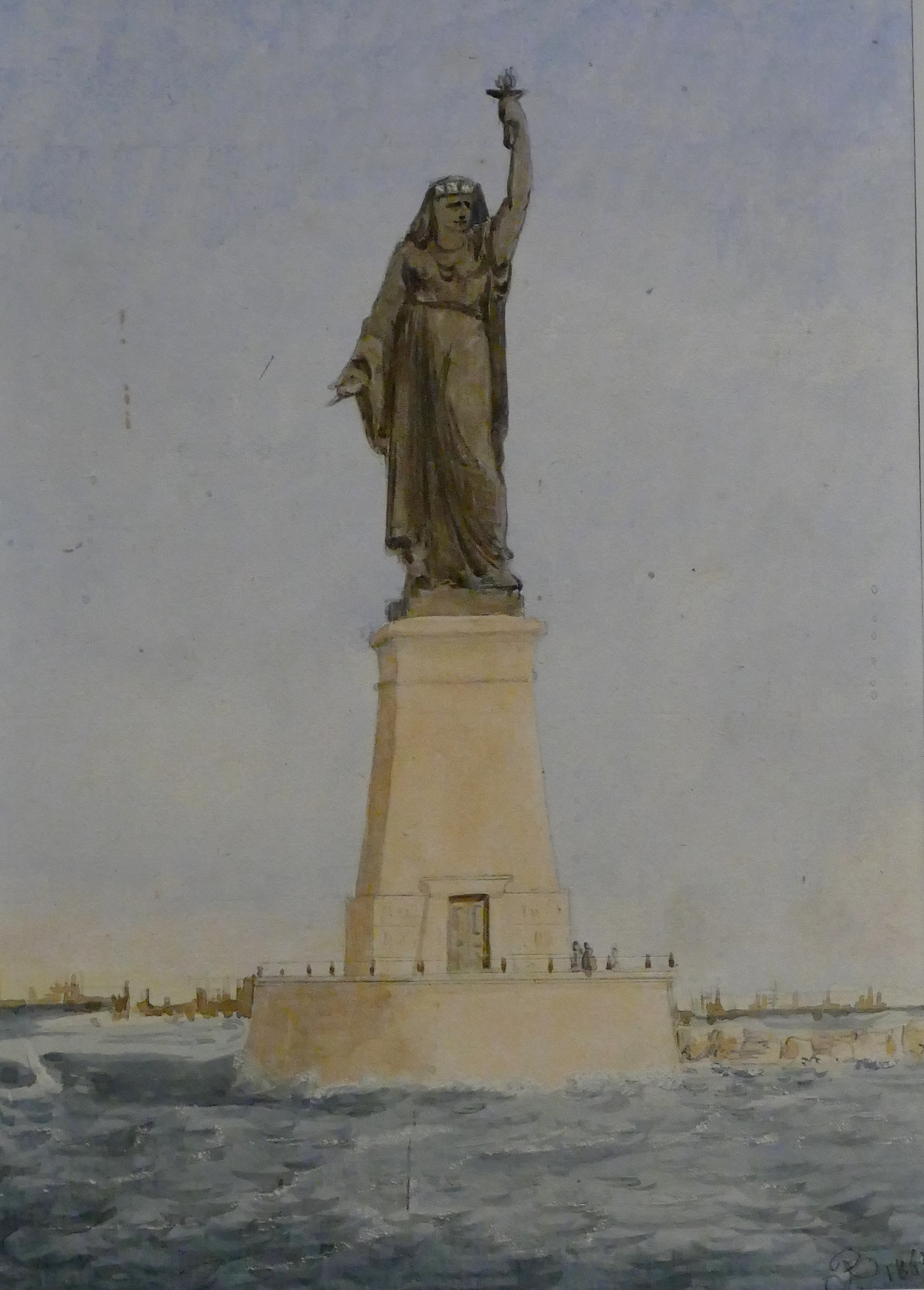
Un acquerello raffigurante la statua mai realizzata, oggi conservato al museo Bartholdi a Colmar

L'Egitto che illumina l'Asia o L'Egitto che porta luce all'Asia (in francese: L'Égypte apportant la lumière à l'Asie) era un progetto per una scultura colossale in stile neoclassico mai costruita, realizzato dallo scultore francese Frédéric-Auguste Bartholdi.

## Storia
La scultura venne progettata verso la fine degli anni sessanta dell'Ottocento dallo scultore Frédéric-Auguste Bartholdi ed avrebbe dovuto raffigurare una fellà, o contadina egiziana, avvolta da un velo e con una torcia in mano. Questo faro doveva essere posto all'ingresso del canale di Suez presso la città egiziana di Porto Said. La statua sarebbe dovuta essere alta 26 metri e il suo piedistallo doveva essere alto 15 metri. La scultura, tuttavia, venne rifiutata dal chedivè d'Egitto Isma'il Pascià per mancanza di fondi. Nel 1869, al posto della statua colossale, venne costruito il faro di Porto Said, progettato da François Coignet.
L'idea per una statua presso la foce del canale di Suez venne a Bartholdi dopo la sua visita ad Abu Simbel, dove è situato il tempio con le statue colossali di Ramesse II. Inoltre Bartholdi fece delle ricerche sul Colosso di Rodi, la statua alta 33 metri raffigurante il dio Elio e situata presso il porto di Rodi (ed una delle sette meraviglie del mondo antico).
Dopo il fallimento del progetto, Bartholdi riprese questa statua mai realizzata per creare una nuova statua colossale che fungesse da faro per il porto della città statunitense di New York. La nuova scultura nuovaiorchese venne realizzata partendo dalla posa de L'Egitto che illumina l'Asia (successivamente influenzata dal dipinto La Verità di Jules Lefebvre) e dall'aspetto del Colosso di Rodi: nacque così la Libertà che illumina il mondo, ossia la statua della Libertà.